# Thalerosphyrus flowersi
Thalerosphyrus flowersi is een haft uit de familie Heptageniidae. De wetenschappelijke naam van de soort is voor het eerst geldig gepubliceerd in 1987 door Venkataraman & Sivaramakrishnan.
De soort komt voor in het Oriëntaals gebied.